# Lasiancistrus scolymus
Lasiancistrus scolymus és una espècie de peix de la família dels loricàrids i de l'ordre dels siluriformes.

## Morfologia
Els mascles poden assolir els 14,4 cm de llargària total.

## Distribució geogràfica
Es troba a Sud-amèrica: conca del riu Madeira.